# Coelotes hataensis
Coelotes hataensis là một loài nhện trong họ Amaurobiidae.
Loài này thuộc chi Coelotes. Coelotes hataensis được miêu tả năm 2009 bởi Nishikawa.